# 2003年1月逝世人物列表
2003年逝世人物列表：1月 - 2月 - 3月 - 4月 - 5月 - 6月 - 7月 - 8月 - 9月 - 10月 - 11月 - 12月
2003年1月逝世人物列表，是用于汇总2003年1月期间逝世人物的列表。

## 依日期排序

### 1日
- 羅伊斯·阿普爾蓋特（Royce D. Applegate），63歲，美國演員（seaQuest DSV，Diff'rent Strokes，達拉斯，家裝）。[1]
- 喬·福斯（Joe Foss），87歲，美國政治家，戰鬥機飛行員，榮譽勳章獲得者。[2]
- 喬治·加伯（Giorgio Gaber），63歲，義大利創作歌手和劇作家，肺癌。
- 喬爾，71歲，巴西足球運動員。
- A. K. Salim，80歲，美國爵士樂作曲家和編曲家。
- 西里爾·沙普斯（Cyril Shaps），79歲，英國演員（《鋼琴家》、《神秘博士》、《愛我的間諜》）。[3]
- 大衛·楊（David Young），72歲，英國政治家（博爾頓東南博爾頓東議會議員）。[4]
- 阎沛霖，92岁，中国国家科委一局局长、科技工作咨询委员会委员。

### 2日
- 弗蘭克·克雷梅斯（Frank Cremeans），59歲，美國政治家，呼吸衰竭。[5]
- 希拉爾·蓋克瓦德（Hiralal Gaekwad），79歲，印度板球運動員。[6]
- 彼得·哈裡斯，77歲，英國足球運動員。[7]
- 埃裡克·朱普（Eric Jupp），80歲，英裔澳大利亞音樂家、作曲家、編曲家和指揮家。[8]
- 巴德·梅特尼（Bud Metheny），87歲，美國棒球運動員（紐約洋基隊）。[9]
- Sydney Omarr，76歲，美國占星家和報紙專欄作家，心臟病發作。[10]
- 比爾·謝爾頓（Bill Shelton），73歲，英國政治家，阿爾茨海默病。
- Leroy Warriner，83歲，美國侏儒賽車手（國家侏儒賽車名人堂）。[11]

### 3日
- 詹姆斯·安斯沃思·坎普登·加布里埃爾·艾爾爵士，72歲，英國陸軍上將。
- 席德·吉爾曼（Sid Gillman），91歲，美式橄欖球教練（聖地牙哥閃電隊）和職業橄欖球名人堂成員。[12]
- 何塞·瑪麗亞·吉羅內拉（José María Gironella），85歲，西班牙作家，中風。[13]
- Flóra Kádár，74歲，匈牙利女演員。
- Eddy Marnay，82歲，法國詞曲作者、歌手。[14]
- N. P. Mohammed，73歲，印度小說家、短篇小說家和編劇。
- 穆罕默德·穆赫辛，60歲，印度演員、導演和製片人。
- 埃德蒙·莫裡斯（Edmund L. Morris），79歲，加拿大政治家、廣播員和大學行政人員。
- 哈莉玛·诺西罗娃，89歲，蘇聯和烏茲別克歌手。
- 喬·奧斯特洛夫斯基，86歲，美國棒球運動員（聖路易斯布朗隊、紐約洋基隊）。[15]
- 莫尼克·維蒂格，67歲，法國作家、詩人和社會理論家，心臟病發作。[16]

### 4日
- Hanno Drechsler，71歲，德國政治家和瑪律堡市長。
- 康拉德·霍爾，76歲，美國電影攝影師（《美國麗人》《酷手盧克》《滅亡之路》），奧斯卡獎得主（1970年、2000年、2003年），膀胱癌。[17]
- Yfrah Neaman，79歲，黎巴嫩裔英國小提琴家和教師。[18]
- 莉拉·扎利（Lila Zali），84歲，喬治亞裔美國首席芭蕾舞演員和芭蕾舞導演。[19]

### 5日
- 莫裡斯·布特爾（Maurice Boutel），79歲，法國電影導演、編劇和對話作家。
- King Biscuit Boy，58歲，加拿大藍調音樂家。
- 巴茲·巴斯比（Buzz Busby），69歲，美國藍草曼陀林演奏家、詞曲作者和樂隊領隊。[20]
- Doreen Carwithen，80歲，英國古典音樂和電影音樂作曲家。
- 馬西莫·吉羅蒂（Massimo Girotti），84歲，義大利電影演員，心臟病發作。[21]
- 羅伊·詹金斯（Roy Jenkins），82歲，英國政治家和傳記作家，心臟病發作。[22]
- Jean Kerr，80歲，美國作家和劇作家，肺炎。[23]
- 費利克斯·盧斯托（Félix Loustau），80歲，阿根廷足球運動員。
- 達芙妮·奧拉姆（Daphne Oram），77歲，英國作曲家和音樂家。[24]

### 6日
- 奧萊·貝塞爾，93歲，瑞典十項全能運動員（1936 年奧運會十項全能；瑞典冠軍：1935 年至 1938 年十項全能，1938 年五項全能）。[25]
- 米里亞姆·伯德-內瑟里，73歲，美國女演員。
- 傑拉爾德·卡什（Gerald Cash），85歲，巴哈馬總督。
- 格林·大衛斯（Glyn Davies），83歲，威爾士經濟學家。
- 彼得·德·斯梅特，58歲，荷蘭漫畫家。[26]
- 葆拉·珀尔森，89歲，德國體操運動員和奧運冠軍。[27]
- Kari Skjønsberg，76歲，挪威學者、作家和女權主義者。
- 賈維斯·塔圖姆，56歲，美國棒球運動員（加州天使隊）。[28]
- 瑪米·蒂爾（Mamie Till），81歲，美國教育家和民權活動家。[29]
- 菲力浦·沃德（Philip Ward），78歲，英國陸軍上將。[30]
- 哈里·沃尔夫（Harry Woolf），79歲，美國歷史學家和學者，高等研究所（Institute for Advanced Study）院長。[31]

### 7日
- 埃德·阿爾博斯塔（Ed Albosta），84歲，美國棒球運動員（布魯克林道奇隊，匹茲堡海盜隊）。[32]
- Ken Biddulph，70歲，英國板球運動員。[33]
- 萬斯·朗登（Vance Longden），72歲，美國純種馴馬師。
- 戈登·吉德·蒂爾（Gordon Kidd Teal），95歲，美國電氣工程師。[34]
- 塞巴斯蒂安·馮·霍納（Sebastian von Hoerner），83歲，德國天體物理學家和射電天文學家。
- 比阿特麗斯·威拉德（Beatrice Willard），77歲，美國植物學家，以研究高山苔原生態系統而聞名。[35]

### 8日
- Simeon Aké，71歲，象牙海岸政治家。
- 羅恩·古德溫（Ron Goodwin），77歲，英國電影音樂作曲家和指揮家，哮喘。[36]
- 莎拉·麥克倫登（Sarah McClendon），92歲，美國記者和白宮記者。[37]
- Kir Nesis，68歲，俄羅斯海洋生物學家和瘧疾學家，專門研究頭足類動物。[38]
- Reg Revans，95歲，英國教授、行政人員和管理顧問。[39]
- Angelo Romani，69歲，義大利游泳運動員。[40]
- 比利·范，68歲，加拿大喜劇演員、演員和歌手（《睡帽》、《恐怖之家》），肺癌。[41]

### 9日
- 库尔特·安德森（Kurt Andersen），104歲，二戰期間的德國空軍上將。
- 伊格納斯·海因里希，77歲，法國奧林匹克運動員。[42]
- 伊莉莎白·歐文（Elizabeth Irving），98歲，英國女演員。
- Qamar Jalalabadi，84歲，印度詩人和印地語電影歌曲作詞人。
- 唐·蘭德魯姆，66歲，美國棒球運動員（費城費城人隊、聖路易斯紅雀隊、芝加哥小熊隊、舊金山巨人隊）。[43]
- 威爾·麥克多諾，67歲，《波士頓環球報》美國體育記者，心臟病發作。
- 彼得·廷尼斯伍德，66歲，英國作家，食道癌。
- Penny Valentine，59歲，英國音樂記者和評論家，癌症。[44]

### 10日
- Júlio Botelho，73歲，巴西足球運動員，心力衰竭。
- C·道格拉斯·狄龙，93歲，美國外交官（美國駐法國大使）和政治家（國家安全委員會財政部長）。[45]
- 沃爾夫岡·卡薩克（Wolfgang Kasack），75歲，德國斯拉夫研究學者和翻譯家。
- Jorge “Lobito” Martínez，50歲，巴拉圭音樂家，被謀殺。
- 恩西奧·西拉斯沃（Ensio Siilasvuo），81歲，芬蘭將軍。[46]
- 鄧尼斯·扎內特（Denis Zanette），32歲，義大利職業賽車手，心臟病發作。[47]

### 11日
- 米奇·費恩（Mickey Finn），55歲，英國音樂家和霸王龍打擊樂手。[48]
- 安東尼·哈夫洛克-艾倫（Anthony Havelock-Allan），98歲，英國製片人和編劇，心臟病發作。[49]
- 佛吉尼亞·吉德，81歲，美國文學經紀人、作家和編輯。
- Arne Månsson，77歲，瑞典足球運動員。
- 莫里斯·皮亚拉（Maurice Pialat），77歲，法國電影導演，腎衰竭。[50]
- Jože Pučnik，70歲，斯洛維尼亞知識份子、社會學家和政治家。
- 威廉·魯索，74歲，美國作曲家、編曲家和音樂家。[51]
- 理查·西蒙斯，89歲，美國演員（育空地區普雷斯頓中士），阿爾茨海默病。[52]
- Abdullahi Aliyu Sumaila，56歲，奈及利亞政治家和行政人員。
- 尤里·蒂什科夫（Yuri Tishkov），31歲，俄羅斯足球運動員、體育經紀人和評論員，被刺傷。[53]

### 12日
- 迪恩·阿馬頓（Dean Amadon），90歲，美國鳥類學家和猛禽權威。[54]
- 克拉倫斯·伯恩斯（Clarence H. Burns），84歲，美國政治家，1987年擔任巴爾的摩市長。[55]
- 杰克·道格拉斯，72歲，加拿大奧林匹克冰球運動員。[56]
- 深作欣二，72歲，日本電影導演和編劇，前列腺癌。[57]
- 萊奧波爾多·福爾圖納托·加爾鐵里，76歲，阿根廷前獨裁者，心臟病發作，胰腺癌。
- 莫里斯·吉布（Maurice Gibb），53歲，英國比吉斯樂隊成員，心臟病發作。[58]
- W. M. Gorman，79歲，愛爾蘭經濟學家和學者。[59]
- 瓦倫丁·克拉夫丘克，58歲，烏克蘭賽艇運動員和奧運獎牌得主。[60]
- 艾倫·納恩·梅（Alan Nunn May），91歲，英國核物理學家，被定罪的蘇聯間諜。[61]
- 保羅·彭德，72歲，美國拳擊手和世界中量級冠軍。
- 科洛曼·索科爾，100歲，斯洛伐克藝術家。[62]
- 王铁崖，89歲，中國法學家，前南斯拉夫問題國際刑事法庭法官。[63]

### 13日
- 詹姆斯·布拉德肖·亞當森（James Bradshaw Adamson），81歲，美國陸軍少將，華盛頓軍區司令。[64]
- 伊莉莎白·克羅夫特，95歲，英國女演員（《十字路口》）。
- 諾曼·巴拿馬，88歲，帕金森病編劇兼導演。[65]
- 厄尼·魯道夫（Ernie Rudolph），93歲，美國棒球運動員（布魯克林道奇隊）。[66]

### 14日
- 米爾扎·巴巴耶夫，89歲，亞塞拜然演員和歌手。
- 梅爾·伯恩，79歲，美國布景設計師和藝術總監（《安妮·霍爾》、《致命吸引力》、《獵人》）。[67]
- 艾倫·愛德華茲，77歲，澳大利亞演員。
- 莫妮卡·弗隆（Monica Furlong），72歲，英國作家、記者和活動家，癌症。[68]
- 瓦赫·卡查（Vahé Katcha），74歲，法國亞美尼亞作家、編劇和記者，心臟病發作。[69]
- 喬治·克內普勒，96歲，奧地利鋼琴家、指揮家和音樂學家。[70]
- 約翰·曼特利，82歲，加拿大戲劇演員、編劇和電視連續劇《硝煙》的製片人，阿爾茨海默病。[71]
- 保羅·莫納什，85歲，美國電視和電影製片人和編劇，胰腺癌。[72]
- 蘇吉特·穆克吉（Sujit Mukherjee），72歲，印度作家、文學評論家和出版商。
- 埃米利奧·維拉（Emilio Villa），88歲，義大利詩人、視覺藝術家和聖經學者。[73]

### 15日
- 愛德華多·阿爾昆塔（Eduardo Alquinta），57歲，智利吉他手和歌手（Los Jaivas），心臟病發作。
- 羅伯特·巴特，72歲，法國短跑運動員（男子4×400 米接力，1952 年夏季奧運會男子400米跨欄）。[74]
- 琳達·佈雷德伍德，93歲，美國考古學家和史前史學家，流感。[75]
- 羅伯特·約翰·佈雷德伍德（Robert John Braidwood），95歲，美國考古學家和人類學家，史前考古學的主要先驅。[76]
- 珍妮特·坎貝爾，86歲，蘇格蘭-阿根廷游泳運動員（1936 年夏季奧運會女子100米自由泳銀牌）。[77]
- Frank Drea，69歲，加拿大記者、廣播員和政治家，肺炎。
- 多麗絲·費舍爾（Doris Fisher），87歲，美國歌手和詞曲作者（《Put the Blame on Mame》、《You Always Hurt the One You Love》）。[78]
- 埃內斯托·福爾達茨（Ernesto Foldats），77歲，委內瑞拉植物學家和蘭花學家。
- Shimon Garidi，90歲，以色列政治家。
- Vivi-Anne Hultén，91 歲，瑞典花樣滑冰運動員（奧運會花樣滑冰女子單人滑：1932 年、1936 年銅牌），心力衰竭。[79]
- Přemysl Kočí，85歲，捷克歌劇男中音、演員、舞台導演和劇院經理。
- 埃莉諾·佩特森（Eleanore Pettersen），86歲，美國建築師。[80]

### 16日
- 秋山莊太郎（Shōtarō Akiyama），82歲，日本攝影師。
- Henryk Czyż，79歲，波蘭音樂家，在指揮和教學方面享有盛譽。[81]
- 布魯斯·賈德里（Bruce Juddery），61歲，澳大利亞記者。
- 菲爾·麥卡洛（Phil McCullough），85歲，美國棒球運動員（華盛頓參議員）。[82]
- 克裡斯·米德，62歲，英國鳥類學家、作家和廣播員。[83]
- Susie Bootja Bootja Napaltjarri，澳大利亞土著藝術家。
- Ray Owen，97歲，澳大利亞農業科學家和政治家。
- Hans Pietsch，34歲，德國職業圍棋選手，在搶劫中被槍殺。
- 理查·溫賴特（Richard Wainwright），84歲，英國政治家（科爾恩谷議會議員）。[84]

### 17日
- Hylo Brown，80歲，美國藍草和鄉村音樂歌手、吉他手和貝斯手。[85]
- Fritzi Burr，78歲，美國女演員（《床墊往事》、《搞笑女孩》、《屋頂上的小提琴手》）。[86]
- 伯尼斯·克萊爾，96歲，美國歌手和演員，肺炎。[87]
- 理查·克倫納，74歲，美國演員（《第一滴血》、《夏日出租》、《真正的麥考伊斯》），艾美獎得主（1985 年），心力衰竭。[88]
- 赫伯特·克鲁格（Herbert Crüger），91歲，德國共產主義和政治活動家。[89]
- 戈倫威·丹尼爾，88歲，威爾士學者和公務員。[90]
- George Haimsohn，77歲，美國作家和攝影師，動脈瘤。[91]
- 阿尔弗雷多·埃尔南德斯（Alfredo Hernández），67歲，墨西哥足球運動員。
- 召婻哏罕，86歲，緬甸第一夫人，苏瑞泰的妻子。

### 18日
- Harivansh Rai Bachchan，95歲，印度詩人。[92]
- 埃德·法哈特，76歲，黎巴嫩裔美國摔跤手，心力衰竭。[93]
- 佛吉尼亞·海因萊因，86歲，美國化學家、生物化學家和工程師。
- Gavin Lyall，70歲，英國間諜驚悚片作家，癌症。[94]

### 19日
- 米爾頓·弗洛雷斯（Milton Flores），28歲，宏都拉斯足球運動員，被槍殺。[95]
- 弗朗索瓦絲·吉魯（Françoise Giroud），86歲，法國記者、編劇、作家和政治家，心臟病發作。[96]
- 喬伊·霍奇斯，87歲，美國歌手和演員。[97]
- 莫裡斯·基特（Morris Kight），83歲，美國同性戀權利先驅和平活動家。[98]
- L. D. Meyer，87歲，美國棒球運動員（芝加哥小熊隊、底特律老虎隊、克利夫蘭印第安人隊）和經理。[99]
- 羅素·洛克（Russell A. Rourke），71歲，美國律師和公職人員。
- 阿爾弗雷多·扎爾塞（Alfredo Zalce），95歲，墨西哥藝術家和壁畫家。[100]

### 20日
- 埃爾達爾·穆赫塔羅維奇·阿齊姆-扎吉，68歲，蘇聯-亞塞拜然足球裁判。
- David Battley，67歲，英國演員（Willy Wonka & the Chocolate Factory，Krull，Relative Strangers），心臟病發作。
- 斯坦利·芬蘭爵士，83歲，英國外交官。[101]
- 阿爾·赫希菲爾德（Al Hirschfeld），99歲，美國漫畫家。[102]
- Gusztáv Juhász，91歲，匈牙利-羅馬尼亞足球運動員和教練。
- 克雷格·凱利（Craig Kelly），36歲，美國單板滑雪運動員，雪崩。[103]
- 亞伯拉罕·克萊因，76歲，美國理論物理學家。
- 伊迪絲·勒菲爾，39歲，法國歌手，梗塞。[104]
- 松田定次，96歲，日本電影導演，年邁。
- Nedra Volz，94歲，美國女演員（Diff'rent Strokes、The Dukes of Hazzard、Filthy Rich、The Fall Guy），癌症。[105]
- Bill Werbeniuk，56歲，加拿大斯諾克選手，心力衰竭。[106]

### 21日
- 愛琳·戴蒙德（Irene Diamond），92歲，美國好萊塢星探和慈善家。[107]
- 保羅·海恩斯（Paul Haines），70歲，美國詩人和爵士樂作詞家。[108]
- 保羅·庫斯伯格，86歲，愛沙尼亞作家。
- 奧伯特·洛根，61歲，美式橄欖球運動員（三一大學，達拉斯牛仔隊，新奧爾良聖徒隊），結腸癌。[109]
- 安東尼奧·多明格斯·奧爾蒂斯，93歲，西班牙歷史學家。[110]
- 湯米·伍德（Tommy Wood），90歲，英國大獎賽摩托車公路賽車手。
- Khin Hnin Yu，77歲，緬甸作家，吳努總理的發言人。[111]

### 22日
- Marvin Bower，99歲，美國管理顧問，被認為是現代管理諮詢之父。[112]
- 理查·布坎南，90歲，英國政治家（格拉斯哥斯普林本議會議員）。[113]
- 戈帕爾·喬特雷（Gopal Chhotray），86歲，印度劇作家和劇作家。
- 維爾納·迪塞爾（Werner Dissel），90歲，二戰期間的德國演員、導演和抵抗戰士。[114]
- 朗尼·凱爾納，72歲，德國歌手和演員，癌症。[115]
- 恩斯特·基辛格（Ernst Kitzinger），90歲，德裔美國藝術史學家。[116]
- Bill Mauldin，81歲，二戰期間的美國漫畫家，阿爾茨海默病。[117]
- 譚啟龍，90歲，中國政治家。
- 彼得·羅素，81歲，英國詩人。[118]
- 讓-法蘭索瓦·澤瓦科（Jean-François Zevaco），86歲，法裔摩洛哥建築師。[119]

### 23日
- 安妮·梅雷迪思·巴里（Anne Meredith Barry），70歲，加拿大藝術家，以其紐芬蘭和拉布拉多的風景畫而聞名。[120]
- 內爾·卡特，54歲，歌手、演員（Gimme a Break！、Hangin' with Mr. Cooper、The Grass Harp）、托尼獎得主（1978 年），糖尿病。[121]
- 斯坦利·大衛斯（Stanley J. Davis），94歲，美國政治家。[122]
- 約翰尼·毛羅（Johnny Mauro），92歲，美國賽車手。
- 大衛·摩爾，75歲，澳大利亞攝影記者。[123]

### 24日
- 詹尼·阿涅利（Gianni Agnelli），81歲，義大利企業家，菲亞特（Fiat）總裁，前列腺癌。[124]
- Lucien E. Blackwell，71歲，美國政治家（美國賓夕法尼亞州第二國會選區眾議員）。[125]
- 艾弗·布魯姆（Ivor Broom），82歲，二戰期間的英國空軍元帥和轟炸機飛行員。[126]
- 羅爾夫·柯克瓦格（Rolf Kirkvaag），82歲，挪威記者，廣播和電視名人。
- 亨利·克拉蘇基（Henri Krasucki），78歲，法國工會會員，勞工總聯合會秘書長（1982-1992年）。[127]
- Sabotage，29歲，巴西說唱歌手和詞曲作者，兇殺案。
- Cy Touff，75歲，美國爵士低音小號手。[128]
- Bobbi Trout，97歲，美國先驅飛行員，心血管疾病。[129]
- Cor van Hout，45歲，荷蘭罪犯，以綁架弗雷迪·喜力（Freddy Heineken）殺人案而聞名。

### 25日
- 托比·阿特維爾，78歲，美國棒球運動員（芝加哥小熊隊、匹茲堡海盜隊、密爾沃基勇士隊）。[130]
- 戴安娜·古爾德（Diana Gould），90歲，英國舞蹈家，耶胡迪·梅紐因（Yehudi Menuhin）的遺孀。[131]
- 弗蘭克·海斯（Frank L. Hays），81歲，美國政治家。
- 克里夫·諾頓，84歲，美國演員（《埃德·沙利文秀》、《凱撒時刻》、《哈利和通托》、《搞笑女士》）。[132]
- 謝爾登·雷諾茲，79歲，美國電視製片人。[133]
- 羅伯特·洛克威爾，82歲，美國演員（《我們的布魯克斯小姐》、《成長的煩惱》、《萊西》），癌症。[134]
- 萊奧波爾多·里雅斯特，85歲，義大利演員，電影導演和編劇，心臟病發作。[135]
- 約瑟夫·沃克（Joseph A. Walker），67歲，美國導演、演員和劇作家（憑藉《尼日爾河》獲得托尼獎最佳戲劇獎）。[136]

### 26日
- 約翰·布朗寧，69歲，美國鋼琴家，兩次格萊美獎得主：1991年，1993年。[137]
- 瓦列里·布魯梅爾，60歲，蘇聯跳高運動員（男子奧運會跳高獎牌：1960年銀牌，1964年金牌）。[138]
- Jeffrey K. Hadden，66歲，美國社會學教授，胰腺癌。[139]
- 萊基第四代子爵喬治·楊格（George Younger），71歲，英國政治家，1979-1986年蘇格蘭國務大臣，癌症。[140]
- 唐·盧里奧（Don Lurio），73歲，美籍義大利舞蹈家、編舞家和電視節目主持人。
- 吉姆·麥康農（Jim McConnon），80歲，英國板球運動員。[141]
- 弗拉基米爾·穆利亞文（Vladimir Mulyavin），62歲，白俄羅斯和俄羅斯搖滾音樂家，車禍后併發症。[142]
- 弗雷德·拉塞尔（Fred Russell），96歲，美國體育作家。[143]
- 安娜瑪麗·施梅爾（Annemarie Schimmel），80歲，德國東方學家和學者。[144]
- 休·特雷弗-羅珀，89歲，英國歷史學家，食道癌。[145]

### 27日
- Louis Archambault，87歲，加拿大雕塑家。[146]
- 莫裡斯·阿什（Maurice Ash），85歲，英國環保主義者，作家和行政人員。[147]
- 亨利克·雅布隆斯基（Henryk Jabłoński），93歲，波蘭歷史學家和政治家。[148]
- Lajoš Jakovetić，80歲，塞爾維亞和南斯拉夫足球運動員和經理。
- Bob Kammeyer，52歲，美國棒球運動員（紐約洋基隊），肺栓塞。[149]

### 28日
- 米洛什·米卢蒂诺维奇，69歲，塞爾維亞足球運動員和經理。
- Mieke Pullen，45歲，荷蘭長跑運動員，交通事故。[150]
- 艾米莉亞·羅特，96歲，匈牙利花樣滑冰運動員。
- 弗拉基米爾·瓦西裡耶夫，67歲，蘇聯奧運帆船運動員[151]
- 愛德華·普雷斯頓·楊（Edward Preston Young），89歲，英國平面設計師、潛水夫、作家（我們的潛艇之一）。[152]

### 29日
- 伊赫桑·阿巴斯（Ihsan Abbas），82歲，巴勒斯坦教授。
- 道格拉斯·艾倫布魯克（Douglas Allanbrook），81歲，美國作曲家、鋼琴家和大鍵琴演奏家。[153]
- Pandari Bai，73歲，印度女演員。[154]
- 西爾維奧·孔福托拉，93歲，義大利奧運越野滑雪運動員。[155]
- 喬治·杜斯，81歲，英國板球運動員。[156]
- 娜塔莉亞·杜丁斯卡婭（Natalia Dudinskaya），90歲，蘇聯首席芭蕾舞演員。[157]
- 安東尼·艾斯利（Anthony Eisley），78歲，美國演員，心臟病發作。
- 萊斯利·菲德勒（Leslie Fiedler），85歲，美國文學評論家。[158]
- 哈羅德·凱利，81歲，美國社會心理學家和學者。[159]
- 弗蘭克·莫斯（Frank Moss），91歲，美國律師和政治家，猶他州聯邦參議員。[160]
- 彼得·肖，84歲，英國演員和製片人；安吉拉·蘭斯伯里（Angela Lansbury）的丈夫，心臟病發作。[161]
- 葉夫根尼婭·西多羅娃，72歲，俄羅斯高山滑雪運動員和奧運獎牌得主。[162]
- 艾倫·沃克（Alan Walker），91歲，澳大利亞神學家。[163]
- 李裕灐，92歲，韓國足球運動員和經理。

### 30日
- 瑪麗·埃利斯（Mary Ellis），105歲，美國女演員和歌手（《羅斯-瑪麗》（Rose-Marie），《空氣中的音樂》（Music in the Air））。[164]
- 加里·利茲，45歲，美國網球運動員。
- Paul-André Meyer，68歲，法國數學家。[165]
- 瓊·弗蘭克斯·威廉姆斯，72歲，美國作曲家，帕金森病併發症。[166]

### 31日
- 霍勒斯·哈恩（Horace Hahn），87歲，美國演員。
- 威廉·馬婁（William Marlowe），72歲，英國演員。
- Werenfried van Straaten，90歲，荷蘭羅馬天主教神父和社會活動家。[167]
- John Westergaard，71歲，美國投資經理。[168]